# Монте Карло
Вижте пояснителната страница за други значения на Монте Карло.
Монте Карло (на италиански: Monte Carlo) е административен градски район на Монако, където се намира известното едноименно казино – Casino de Monte-Carlo. Район Монте Карло (заедно с още 3 района) е част от квартал Монте Карло, понякога погрешно смятан, както и старият град Монако-Вил (сега също квартал), за град или за столица на княжество Монако. Постоянното население на район Монте Карло е около 3500 души, а на целия квартал – около 15 000.

## История
Монте Карло е основан през 1866 г., когато принц Шарл III, който построява казино в тогава западналата територия. Името идва от италиански: monte – „планина“ и Carlo – италианския вариант на френското име Шарл.

## Събития
В самото Монте Карло се провежда ежегодно автомобилното рали Монте Карло и състезанието от Формула 1 за Голямата награда на Монако.

## Други
На Монте Карло е кръстен ежегодният турнир по тенис Монте Карло Мастърс (основан 1897 г.), но той реално се провежда в съседния френски район Рокебрюн-Кап-Мартин.